# Аргиродит
Аргироди́т (от греч. άργυρωδες (а́ргиродес) — «богатый серебром») — минерал, найденный в 1885 году на руднике «Himmelsfürst Fundgrube», неподалёку от города Фрайберга. Найденный минерал вызвал большой научный интерес благодаря содержанию в нём нового химического элемента — германия, открытого в 1886 году Клеменсом Александром Винклером.
Химическая формула — Ag8GeS6. Твёрдость — 2,5. Удельный вес — 6,3.
Цвет чёрный с пурпурным оттенком, чёрный, серый.